# グレゴーリオ・ボンダール

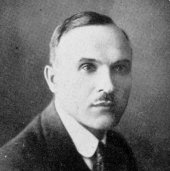
グレゴーリオ・ボンダール

グレゴーリオ・ボンダール（Gregório Gregorievitch Bondar、ロシア語表記:Григо́рий Григо́рьевич Бо́ндарь、1881年11月18日 – 1959年2月20日）は、帝政ロシア生まれで、ブラジルで働いた農学者、昆虫学者である。ブラジルの昆虫学（害虫学）に貢献した。

## 略歴
現在のウクライナのゾロトノシャの農園主の家に生まれた。1894年に家族とシベリアの、エニセイスクに移った。農場で働いた後、村の役人となり1896年にカンスクで警察の事務職となるが、1899年にエニセイスクに戻って学校に入り、1902年に卒業し1905年まで小学校の教師をした。
1905年に日露戦争のために軍に召集されるが、同年政治運動に参加し起訴されるが、1906年5月偽名を使って満洲に逃れ、1908年まで教師として働いた。1908年からフランスのナンシー大学で農学を学び1910年に卒業した。ロシアへの帰国はできなかったので、ブラジルに渡り、1911年からカンピーナス農学研究所の研究助手として働いた。1913年にブラジルの市民権を取り、ルイス・デ・ケイロス農業大学の農業動物学（昆虫学）の教授となった。
1916年の初め、第一次世界大戦中のロシアに帰国し、士官学校に入学するが、1905年の反乱参加が露見し、逮捕されクラスノヤルスクで刑務所に収監された。ロシア革命によって、1917年に赦免された。ロシア革命では白軍に参加し、エニセイスクの副郡長となったが、白軍の敗北によって逮捕され、1919年に死刑を宣告されるが、死刑は執行されずに、1920年にエニセイスク南部の蝗害の対策を指導させるために釈放された。ボンダールは再びロシアからの脱出を図り、モンゴル、満洲、朝鮮、日本を経由して、1920年9月、シカゴ丸でブラジルに戻った。1921年にバイア州の農務省に昆虫学者、植物病理学者として雇われ、終生バイア州で過ごした。1938年から農業研究所（Instituto Central de Fomento Econômico da Bahia）のコンサルタントを務めた。
植物学の分野ではヤシ科の植物のいくつかの新種を記載し、農学関係の論文を執筆した。著書"Palmeiras do Brasil"は没後の1964年に、サンパウロ植物研究所から出版された。
昆虫学の分野では植物の多くの害虫など318種の昆虫を記載した。ボンダールの収集した昆虫コレクションは、ボンダールの記載したタイプ標本も含めてデイヴィッド・ロックフェラーによって購入され、アメリカ自然史博物館に寄贈された。